# LiLiLiebe
LiLiLiebe ist ein Lied der deutschen Popsängerin Mieze Katz aus dem Jahr 2025, in Zusammenarbeit mit der deutschen Singer-Songwriterin Madeline Juno. Das Stück ist die fünfte Singleauskopplung aus ihrem Debütalbum dafür oder dagegen.

## Entstehung und Artwork
Das Lied wurde von den beiden Interpretinnen Madeline Juno und Maria Mummert (Mieze Katz) selbst, zusammen mit den Koautorinnen Mya Audrey und Antonia Rug (Novaa), geschrieben. Die beiden Koautorinnen zeichneten zudem auch für die Produktion verantwortlich. Abgemsicht wurde das Lied von der in Berlin wirkenden britischen Tontechnikerin Charlie McClean. Das Mastering erfolgte in den Nadoki Studios, unter der Leitung von Mitbegründerin Julia Borelli. Mieze Katz startete die Zusammenarbeit mit Mya Audrey und Novaa im September 2024. Die erste Veröffentlichung HellSehen war der erste Vorbote zu Mieze Katz’ Debütalbum und der Start diverser gemeinsamer Singleproduktionen. Juno arbeitete zuvor einmal mit Audrey, die an der Single-Produktion Paula (September 2023) beteiligt war.
Auf dem Frontcover der Single sind – neben Interpretenangabe und Liedtitel – Mieze Katz und Juno zu sehen. Es zeigt vier verschiedene Bilder, je zwei von jeder Interpretin, die nebeneinander zusammengeschnitten wurden. In der Mitte befinden sich zwei Bilder von Mieze Katz, die so angeordnet wurden, dass diese sich selbst anschaut. Diese beiden Bilder sind eingebettet in einem Zusammenschnitt Junos, der so wirkt, als sei es die gleiche Bildaufnahme. Während das Coverbild in sehr blassen Farben gestaltet wurde, sind die Interpretenangabe und der Liedtitel in bunten Kreisen, Klebezettel ähnlich, auf dem Cover verteilt angeordnet.

## Veröffentlichung und Promotion
Die Erstveröffentlichung von LiLiLiebe erfolgte als Single am 17. April 2025 bei der Hansa Musik Produktion. Diese erschien als digitaler Einzeltrack zum Download und Streaming (Katalognummer: 19687305695). Der Vertrieb erfolgte durch Sony Music Entertainment. Am 9. Mai 2025 erschien das Lied als Teil von Mieze Katz’ Debütalbum Dafür oder dagegen (Katalognummer: 19802871172), dessen fünfte Singleauskopplung es ist.
Erstmals angekündigt wurde die Singleveröffentlichung zu LiLiLiebe lediglich einen Tag vor Erscheinen von Mieze Katz über ihre sozialen Medien.

## Inhalt
| „Bis ich mich selber lieben kann, li-, li-, lieben kann. Bis ich mich selber lieben kann wie du mich (Wie du mich, wie du mich). Bis ich mich selber lieben kann, li-, li-, lieben kann. Bis ich mich selber lieben kann wie du mich (Wie du mich, wie du mich).“ – Refrain, Originalauszug | Der Liedtext zu LiLiLiebe ist in deutscher Sprache verfasst und stammt von den beiden Interpretinnen selbst sowie Mya Audrey und Novaa. Alle Texter waren zugleich für die Komposition zuständig und komponierten die Musik in B-Dur mit 206 Schlägen pro Minute. Musikalisch bewegt sich das Lied in den Bereichen der elektronischen Tanzmusik und der Popmusik, stilistisch im Bereich des Dance-Pop. Mieze Katz selbst sagte zu dem Titel, das er ihr ganz nah am Herzen liege. Inhaltlich gehe es um Selbstliebe, den eigenen Weg und das Gefühl, sich zwischen Instagram-Glamour sowie inneren Zweifeln selbst wiederzufinden. |

Aufgebaut ist das Lied aus zwei Strophen, einem Refrain und einem Outro. Es beginnt mit der ersten Strophe, die als Vierzeiler verfasst wurde. An diese schließt sich zunächst der zweizeilige Prechorus an, ehe der eigentliche Refrain mit seinen vier Zeilen einsetzt. Dieser besteht dabei aus einem sich wiederholenden Zweizeiler. Bis zum Ende des Refrains ist ausschließlich Mieze Katz zu hören. Es folgt der gleiche Aufbau, nur das die zweite Strophe und der darauf folgende Prechorus alleine von Juno sowie der zweite Refrain im Duett interpretiert werden. Nach dem zweiten Refrain endet das Lied mit dem Outro, das auf Teile des Refrain zurückgreift und lediglich mehrfach die Zeile „Wie du mich, wie du mich“ im Duett wiederholt.

## Musikvideo
Das Musikvideo zu LiLiLiebe wurde im Berliner Puppentheater Felicio gedreht und feierte seine Premiere am 17. April 2025 auf der Videoplattform YouTube. Es zeigt die beiden Sängerinnen in einer Art Puppenlager, jede für sich einzeln, während sie das Lied singen. Zwischendurch ist immer wieder eine weibliche Puppe zu sehen, die Mieze Katz ähnelt. Diese trifft auf eine männliche Puppe, mit der sie interagiert, bis es fast zu einem Kuss kommt. Die Gesamtlänge des Videos beträgt 2:48 Minuten. Regie führte Sängerin Mieze Katz selbst.

## Mitwirkende
| Liedproduktion - Mya Audrey: Komposition, Liedtext, Musikproduktion - Julia Borelli: Julia Borelli - Madeline Juno: Gesang, Komposition, Liedtext - Charlie McClean: Abmischung - Maria Mummert (Mieze Katz): Gesang, Komposition, Liedtext - Antonia Rug (Novaa): Komposition, Liedtext, Musikproduktion Unternehmen - Bad Kids: Filmproduktion (Musikvideo) - Hansa Musik Produktion: Musiklabel - Nadoki Studios: Tonstudio - Sony Music Entertainment: Vertrieb | Musikvideo - Toni Ackermann: Puppelspiel - Vivien Bauernschmidt: Filmproduktion - Sean Grimm: Puppelspiel - M. Herbst: Puppenbau - Mize Katz: Regie - Mischa Lorenz: Beleuchtung, Kamera, Schnitt - K. Tiefensee: Puppenbau - C. Werdin: Puppenbau |

## Rezensionen
Der Rezensent von Pop-himmel.de beschrieb LiLiLiebe als melancholisch-optimistischen Elektropop-Titel.